# Гёкмен, Ренгим
Ренгим Гёкмен (тур. Rengim Gökmen; род. 19 августа 1955, Стамбул) — турецкий дирижёр. Государственный артист Турции (1998).

## Биография
Получил первые уроки музыки у своей матери Муаззез Гёкмен, оперной певицы. Затем учился в Анкарской консерватории на отделении фортепиано у Ферхунде Эркин и на отделении композиции у Ильхана Барана и Ахмеда Аднана Сайгуна. В 1975—1979 гг. получал дирижёрское образование в Италии, в Академии Санта-Чечилия, в том числе под руководством Франко Феррара. В 1980 г. выиграл Международный конкурс дирижёров имени Джино Маринуцци.
В 1984—1989 гг. Гёкмен возглавлял оперный театр в Анкаре, в 1992—1995 гг. был художественным руководителем Турецкого государственного театра оперы и балета и вновь возглавил его в 2007 г. Одновременно в 1991—2006 гг. Гёкмен был главным дирижёром Измирского симфонического оркестра, а в 2006 г. возглавил Президентский симфонический оркестр.